# 张文礼
张文礼（？—921年），燕人，五代十国初期成德軍留后，一度改名王德明。

## 簡介
起初张文礼是刘仁恭的牙将，跟随刘仁恭长子义昌军节度使刘守文镇守沧州，刘守文回幽州看望父亲时，张文礼占据沧州叛乱，兵败，逃到了镇州（今河北正定），投靠赵王王镕。
王镕甚遇之，收为义子，改名王德明，多次委以重任，派王德明协助晋王李存勗讨伐后梁。王镕晚年好佛求仙，信用方士，追求長生不老，信任宦官石希蒙。行军司马李蔼、牙将李弘规杀死了石希蒙，王镕又让长子副大使王昭祚和王德明杀死了李蔼、李弘规。但是王镕失去了军心。
921年，王德明发动兵变，杀死了王镕全家，只留下了王昭祚的妻子后梁的普宁公主。事後，王德明恢复原名，改稱张文礼，自立为留后。
张文礼既称臣于晋王李存勗，又私通后梁，还勾结契丹耶律阿保机。李存勗以「為王镕报仇」為理由，以符习为成德留后，讨伐镇州。八月十一，晋军攻下了赵州，张文礼大惊，腹疽发作而死，子張處瑾即位。第二年镇州城破后，张文礼的尸体在市上被车裂。

## 延伸阅读
[在维基数据编辑]
 《舊五代史/卷62》，出自薛居正《舊五代史》